# Har Adir
Har Adir (hebrejsky: הר אדיר) je hora o nadmořské výšce 1008 metrů v Izraeli, v Horní Galileji.
Leží mezi vesnicemi Sasa a Matat, jižně od lokální silnice 899 a severozápadně od masivu Har Meron, cca 3 kilometry od hranice s Libanonem. Svahy Har Adir jsou většinou zalesněny. Okolní krajinu převyšuje o cca 150 metrů. Na vrcholku se nacházejí zbytky starověkého židovského sídla. Je odtud kruhový výhled na region Horní Galileji. Vrcholek není turisticky běžně přístupný, vstup vyžaduje konzultaci s bezpečnostními složkami.

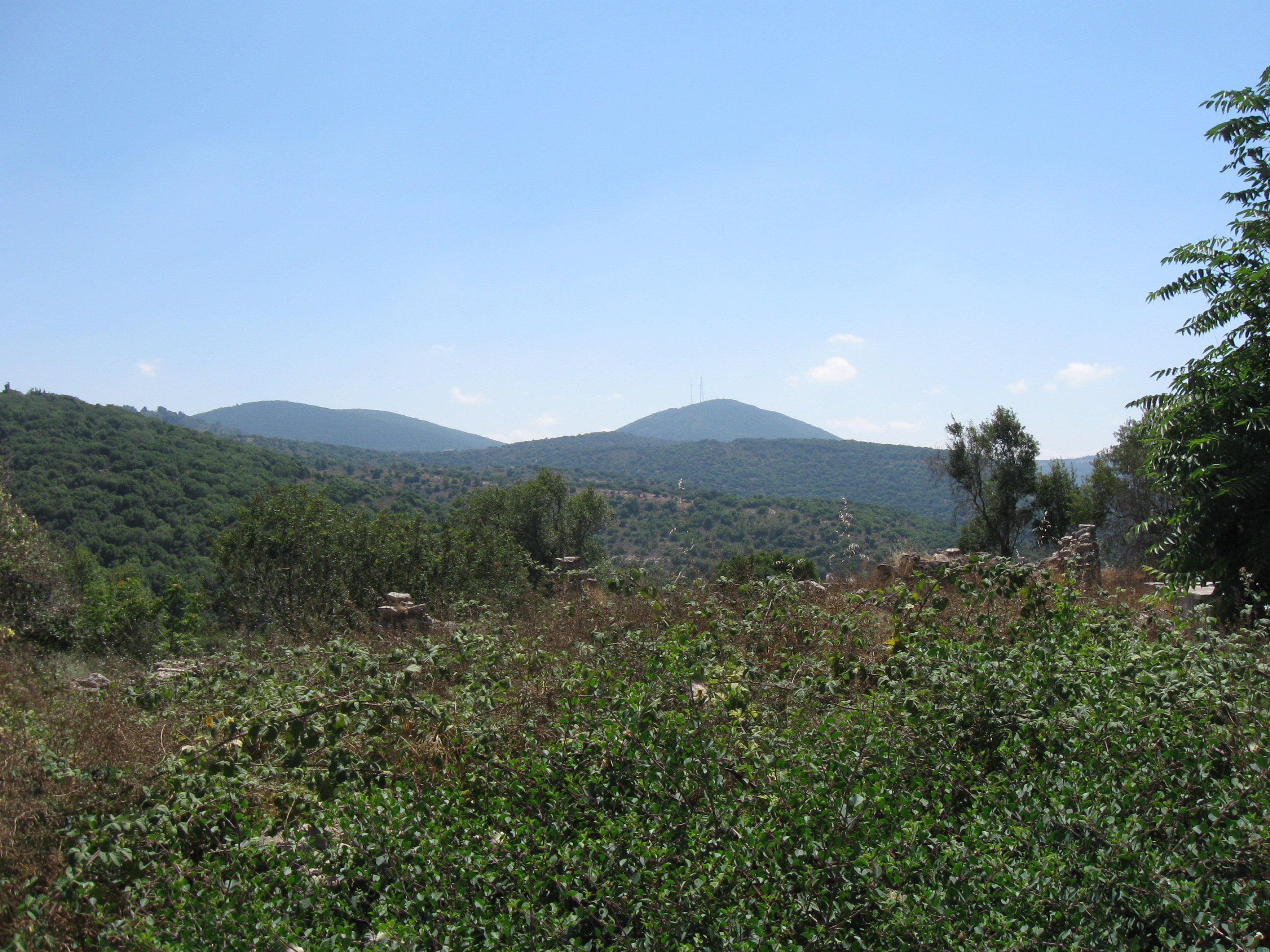
Pohled na Har Adir z Bar'am